# Melanotus caudex
Melanotus caudex là một loài bọ cánh cứng trong họ Elateridae. Loài này được Lewis miêu tả khoa học năm 1879.